# Massaga xenia
Massaga xenia là một loài bướm đêm trong họ Noctuidae.